# Louisa Young
Louisa Young (Londen, 1960) is een Britse schrijfster.
Onder het pseudoniem Zizou Corder schreef zij de serie Leeuwenjongen, met als eerste deel Leeuwenjongen, als tweede deel: Leeuwenjongen de jacht, en als derde deel: Leeuwenjongen de waarheid. 
Louisa Young schreef de boeken samen met haar dochter Isabel Adomakoh Young.
- Bibsys: 4035581
- Bibliothèque nationale de France: cb14505026g (data)
- Gemeinsame Normdatei: 121062694
- International Standard Name Identifier: 0000 0001 2347 8662
- Library of Congress Control Number: n86080957
- Nationale Bibliotheek van Letland: 000072154
- MusicBrainz: 8fa98be9-f45a-4fef-b54b-cdf63e15cdad
- Nationale Bibliotheek van Tsjechië: xx0014637
- Nationale Bibliotheek van Israël: 987007296027505171
- Nederlandse Thesaurus van Auteursnamen: 073855898
- LIBRIS: 249406
- Système universitaire de documentation: 162431953
- Virtual International Authority File: 61778186
- WorldCat: E39PBJdmgv3kCjDdVxPCwcctrq